# 施普倫貝希萊恩河
47°49′05″N 12°12′24″E / 47.81819°N 12.20653°E

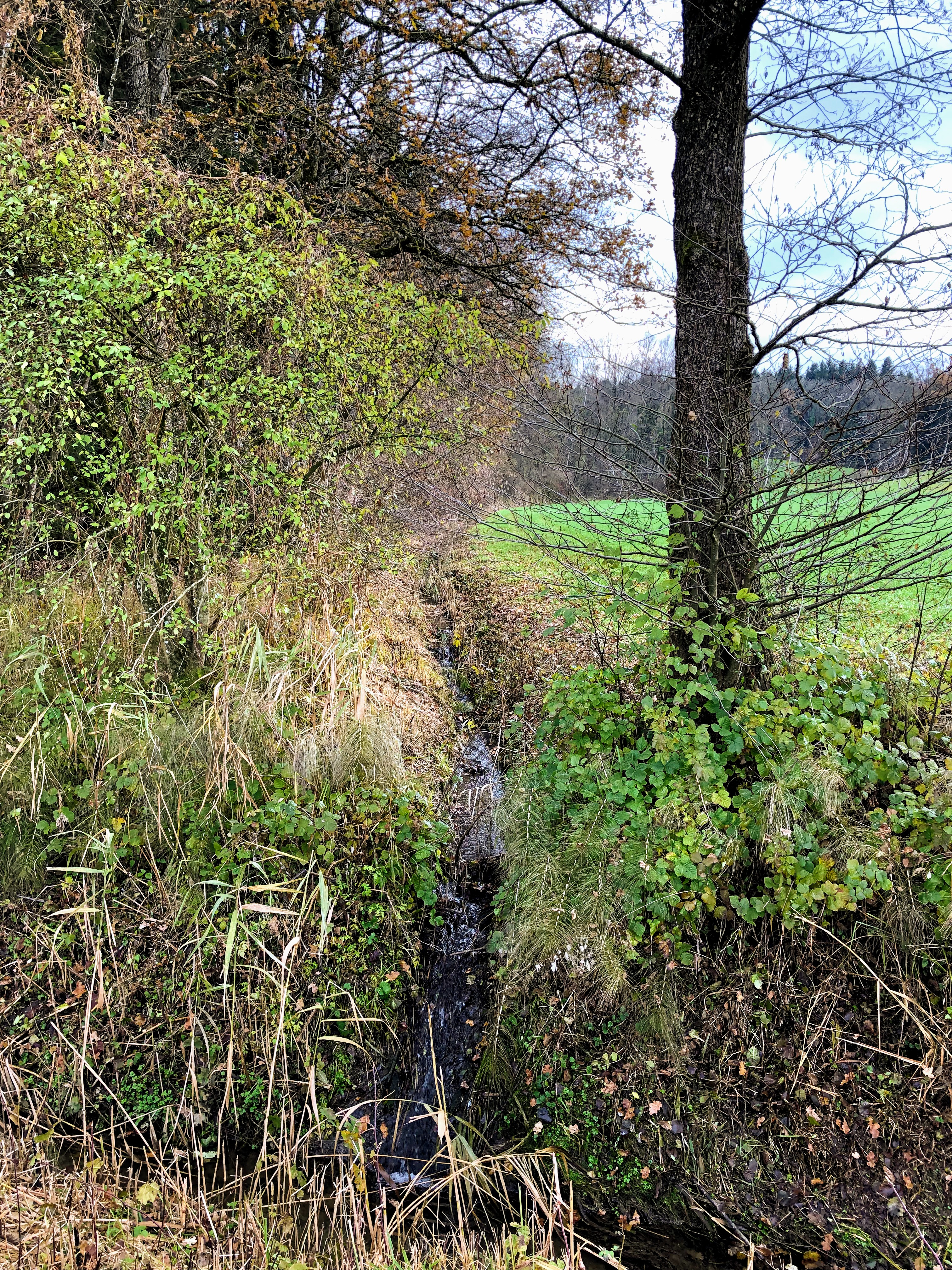

施普倫貝希萊恩河是德國的河流，位於該國東南部，由巴伐利亞負責管轄，屬於勒特巴赫河的支流，河道全長0.9公里，發源自廷寧湖。